# Bakczysaraj
Bakczysaraj (ukr. Бахчисарай, Bachczysaraj; ros. Бахчисарай, Bachczisaraj; krymskotat. Bağçasaray) – miasto na Krymie, położone w Górach Krymskich. W 2018 roku liczyło ok. 26,9 tys. mieszkańców.
Znajduje się tu stacja kolejowa Bakczysaraj.

## Zabytki
W przeszłości Bakczysaraj był stolicą Chanatu Krymskiego. Do dziś zachował się jeden z trzech muzułmańskich kompleksów pałacowych w Europie – pałac chanów krymskich, w którym znajduje się najważniejszy na Krymie meczet – Wielki Meczet Chan-Dżami. W okolicy znajdują się inne cenne zabytki: całkowicie wydrążony w skale Monastyr Uspieński oraz skalne miasta (m.in. Czufut-Kale, Bakła, Eski-Kermen, Mangup).

## Miasto w literaturze
Dawna stolica chanów i pałac inspirował wielu wybitnych twórców. Adam Mickiewicz poświęcił miastu szereg Sonetów krymskich: Bakczysaraj, Bakczysaraj w nocy, Grób Potockiej, Mogiły haremu. Również Aleksander Puszkin napisał wiersz Fontanna Bakczysaraju. Józef Bohdan Zaleski umieścił akcję niedokończonego poematu Żart tatarski w Bakczysaraju (lub okolicach).

## Współpraca
- Bursa, Turcja

## Galeria

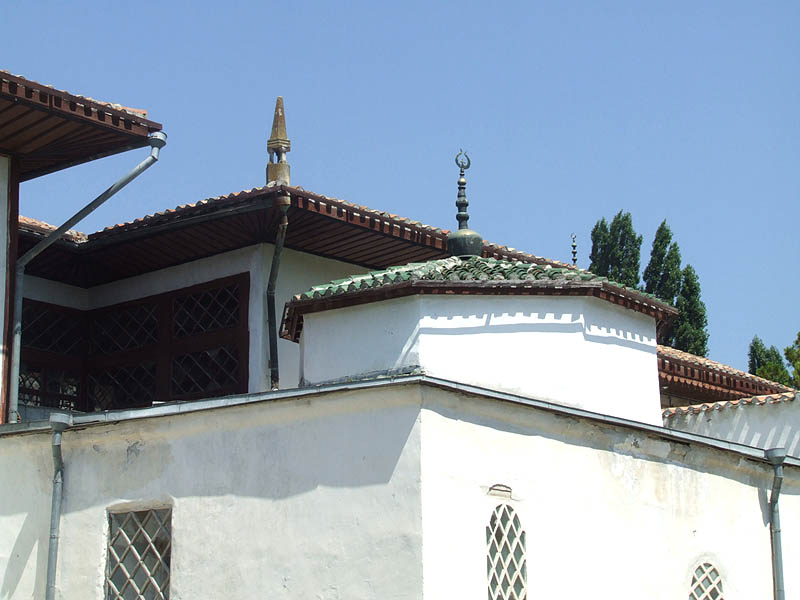
Pałac Chana
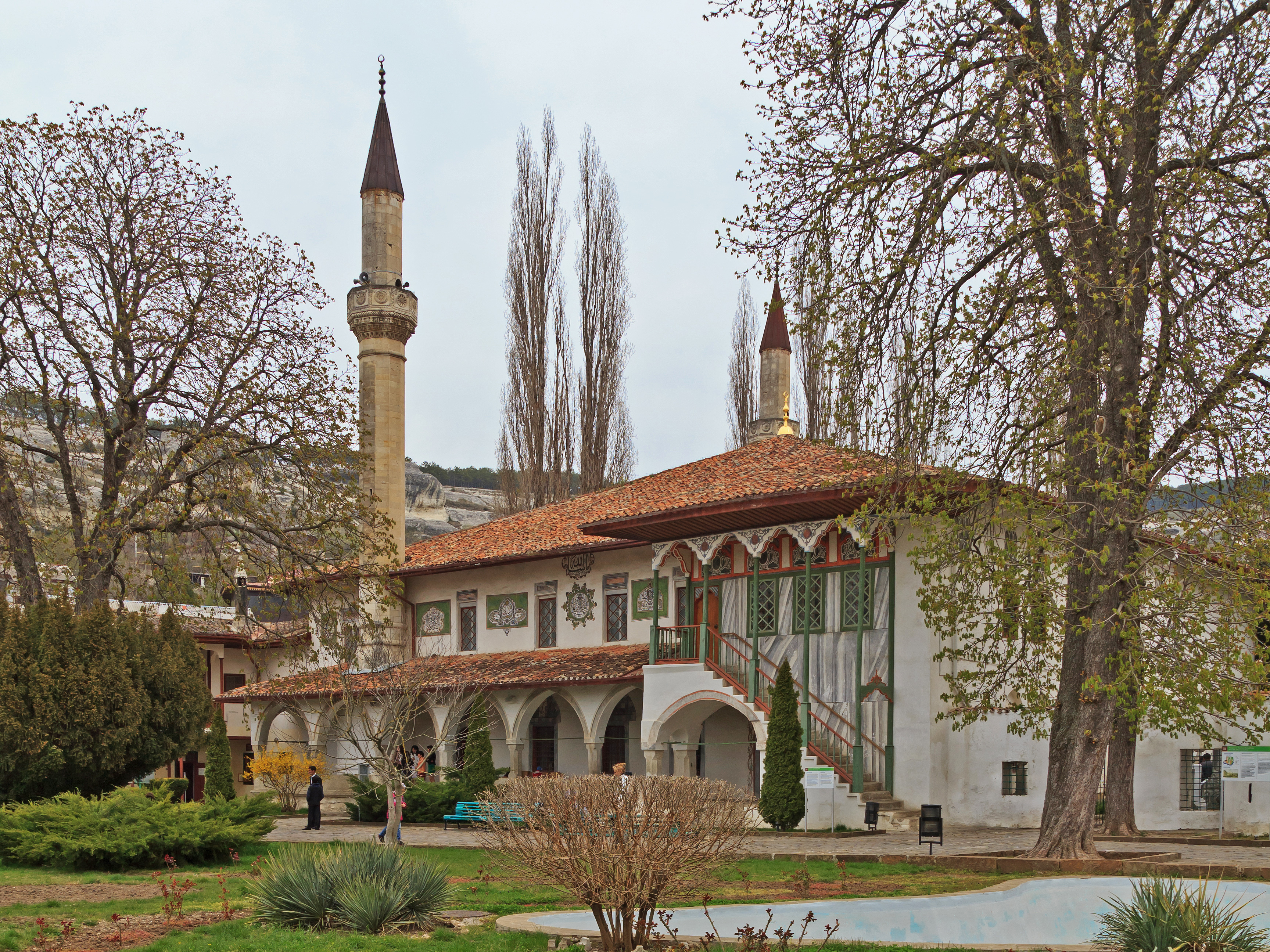
Wielki Meczet Chan-Dżami przy pałacu
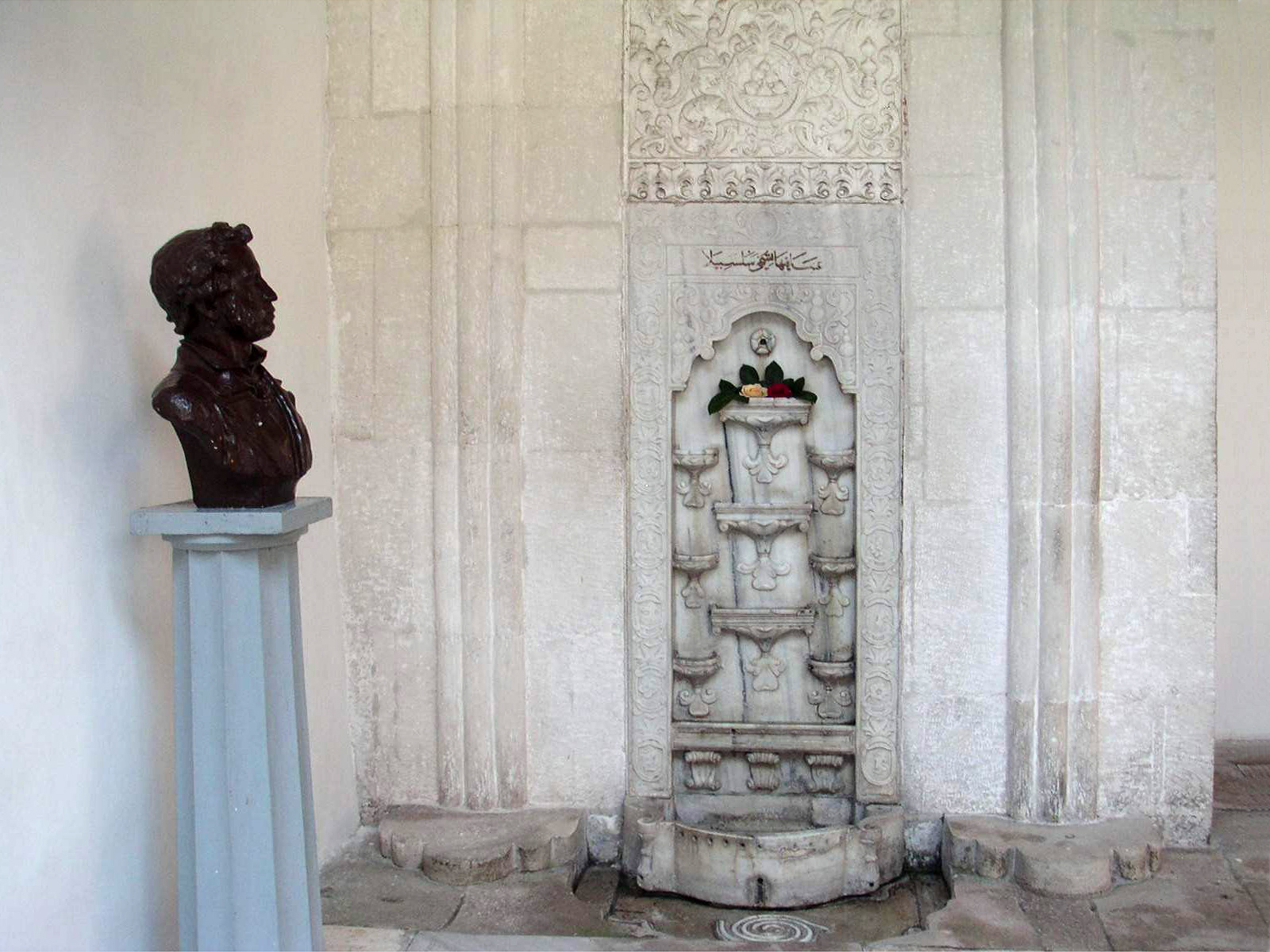
Fontanna łez
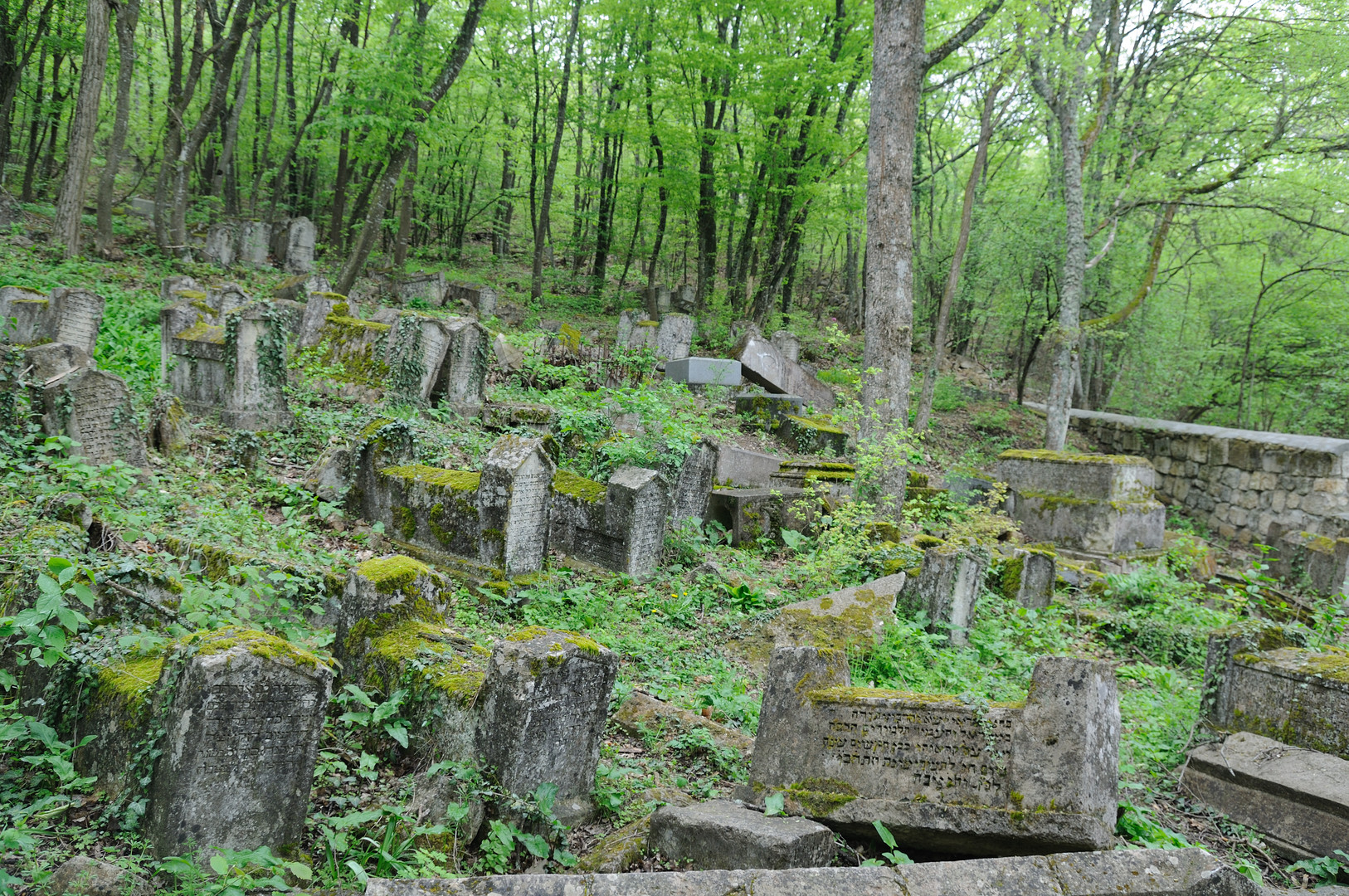
Cmentarz karaimski.